# Премія «Оскар» за найкращий адаптований сценарій
Премія «Оскар» за найкращий адаптований сценарій — престижна нагорода Американської академії кіномистецтва, яку присуджують щорічно. Нагороду отримує автор, чий сценарій базується на основі будь-якого літературного твору (роман, п'єса, оповідання і т. д.), телешоу або іншого фільму.
Перша назва цієї номінації — «Сценарій-адаптація».

## Переможці та номінанти
Переможці вказуються жирним шрифтом вгорі у кожному році церемонії нагородження фільмів, що вийшли протягом попереднього року, а за ними — інші номінанти.

### 1920-ті
1929
- Переможець — «Сьоме небо» — Бенджамін Глейзер (за однойменною п'єсою Остіна Стронга)
- Номінанти:
  - «Славна Бетсі» — Ентоні Колдвей (за однойменною п'єсою Ріди Джонсон Янг)
  - «Співак джазу» — Альфред А. Кон (за п'єсою Самсона Рефелсона «День спокути»)

Наступні два роки нагороду вручали найкращому сценаристові, не роблячи відмінностей між оригінальною версією та адаптацією.

### 1930-ті
1930 квітень
- Переможець — «Патріот» — Ганс Кралі (за однойменною п'єсою Ешлі Дьюкса (переклад однойменної п'єси Альфреда Нойманна, яка заснована на драмі Дмитра Мережковського «Павло I»))
- Номінанти:
  - «Кінець місіс Чейні» — Ганс Кралі (за однойменною п'єсою[en] Фредеріка Лонсдейла)
  - «Поліцейський» — Елліот Джадд Клосон (за однойменною повістю автора)
  - «Хмарочос» — Елліот Джадд Клосон (за однойменною повістю Дадлі Мерфі)
  - «Морський піхотинець» — Елліот Джадд Клосон (оригінальний сценарій)
  - «Сел з Сінгапуру» — Елліот Джадд Клосон (за оповіданням Дейла Коллінза «Сентименталісти»)
  - «У старій Аризоні» — Том Беррі (за оповіданням О. Генрі «The Caballero's Way»)
  - «Хоробрий» — Том Беррі (за однойменною п'єсою[en] Хелворті Холла і Роберта Міддлмасса)
  - «Наші танцюючі дочки» — Джозефіна Ловетт (оригінальний сценарій)
  - «Жіночі справи» — Бесс Мередіт (за романом Майкла Арлена «Зелений капелюх»)
  - «Жіноче диво» — Бесс Мередіт (за романом Германа Зудермана «Дружина Штеффена Тромгольта»)

1930 листопад
- Переможець — «Казенний будинок» — Френсіс Маріон — (за оповіданням Джорджа Гілла «Царство терору: Історія злочину і покарання»)
- Номінанти:
  - «Дізраелі» — Жюльєн Джозефсон (за однойменною п'єсою[en] Луїса Н. Паркера).
  - «Розлучення» — Джон Міхан (за романом Урсули Перротт «Колишня дружина»)
  - «На західному фронті без змін» — Джордж Еббот, Максвел Андерсон і Дел Ендрюс (за романом Еріха Ремарка «На західному фронті без змін»)
  - «Вулиця удачі» — Говард Естабрук (за однойменним оповіданням Олівера Гарретта)

1931
- Переможець — «Сімаррон» — Говард Естабрук (за однойменним романом Едни Фарбер)
- Номінанти:
  - «Кримінальний кодекс» — Сетон І. Міллер, Фред Нібло-молодший (за однойменною п'єсою Мартіна Флавіна[en])
  - «Свято» — Горацій Джексон (за однойменною п'єсою Філіпа Баррі[en])
  - «Маленький Цезар» — Френсіс Едвард Фараго, Роберт Н. Лі (за однойменним романом В. Р. Бернетта[en])
  - «Скіппі» — Джозеф Манкевич, Сем Мінц (за однойменним стрипом (коміксом) Персі Кросбі[en])

1932
- Переможець — «Погане дівчисько» — Едвін Берк (за однойменним романом та п'єсою Віньї Дельмар[en])
- Номінанти:
  - «Ерроусміт» — Сідні Говард (за однойменним романом Сінклера Льюїса)
  - «Доктор Джекіл і містер Гайд» — Персі Гіт, Семюел Гоффенстайн (за новелою Роберта Льюїса Стівенсона «Химерна пригода з доктором Джекілом та містером Гайдом»)

1934
- Переможець — «Маленькі жінки» — Віктор Герман, Сара Мейсон (за однойменним романом Луїзи Мей Елкотт)
- Номінанти:
  - «Леді на один день» — Роберт Ріскін (за оповіданням Деймона Руніона[en] «Madame La Gimp»)
  - «Ярмарок штату» — Пол Ґрін, Соня Левін (за однойменним романом Філа Стонга[en])

1935
- Переможець — «Це сталося якось вночі» — Роберт Ріскін (за оповіданням Самюеля Гопкінса Адамса «Нічний автобус»)
- Номінанти:
  - «Тонка людина» — Френсіс Гудріч, Альберт Гекетт (за однойменним романом Дешилла Гемметта)
  - «Хай живе Вілья!» — Бен Гект (за однойменною книгою[en] Edgecumb Pinchon та O. B. Stade)

1936
- Переможець — «Інформатор» — Дадлі Ніколс (за однойменним романом Ліама О'Флаерті)
- Номінанти:
  - «Одіссея капітана Блада» — Кейсі Робінсон (за однойменним романом Рафаеля Сабатіні)
  - «Життя бенгальського улана[en]» — Вальдемар Янг, Джон Л. Балдерстон, Ахмед Абдулла, Ґровер Джонс, Вільям Слевенс МакНатт (за однойменним романом Френсіса Єтса-Брауна[en])
  - «Заколот на „Баунті“» — Талбот Дженнінгс, Жюль Фюрман, Кері Вілсон (за однойменним романом Чарльза Норгоффа і Джеймса Голла)

1937
- Переможець — «Історія Луї Пастера» — П'єр Коллінгс, Шерідан Гібні (за оригінальним сценарієм)
  - «Після тонкого чоловіка[en]» — Френсіс Гудріч, Альберт Гекетт (за оповіданням Дешилла Гемметта)
  - «Додсворт[en]» — Сідні Говард (за однойменною п'єсою Говарда та однойменним романом Сінклера Льюїса)
  - «Містер Дідс переїжджає до міста» — Роберт Ріскін (за оповіданням Кларенса Бадінгтона Келанда «Оперний капелюх»)
  - «Мій чоловік Годфрі[en]» — Ерік Хетч, Моррі Ріскінд (за романом Хетча «Парк-авеню 1101»)

1938
- Переможець — «Життя Еміля Золя» — Норман Рейлі Рейн, Хайнц Геральд, Геза Герцег[fr] (за книгою Метью Джозефсона[en] «Золя та його час»)
  - «Жахлива правда» — Вінья Дельмар (за однойменною п'єсою Артура Річмана)
  - «Зухвалі капітани» — Джон Лі Махін, Марк Коннеллі, Дейл Ван Евер (за однойменним романом Редьярда Кіплінга)
  - «Службовий вхід[en]» — Морріс Ріскінд, Ентоні Вейлер (за однойменною п'єсою Едни Фербер та Джорджа С. Кауфмана[en])
  - «Народження зірки» — Дороті Паркер, Алан Кемпбелл[en], Роберт Карсон (за однойменним оповіданням Вільяма А. Велмана[en] та Роберта Карсона[en])

1939
- Переможець — «Пігмаліон[en]» — Бернард Шоу, Вільям Персі Ліпскомб, Сесіль Льюїс, Іен Далрімпл (за однойменною п'єсою Бернарда Шоу)
- Номінанти:
  - «Місто хлопчиків[en]» — Джон Міган, Доре Шарі (за оповіданням Шарі та Елеонори Гріффін[en])
  - «Цитадель[en]» — Іен Далрімпл, Френк Вейд, Елізабет Хілл (за однойменним романом Арчибальда Кроніна)
  - «Чотири доньки» — Джуліус Дж. Епстейн, Ленор Кава (за оповіданням Фанні Херст[en] «Sister Act»)
  - «З собою не забрати» — Роберт Ріскін (за однойменною п'єсою Джорджа Кауфмана і Мосса Гарта)

### 1940-ві
1940
- Переможець — «Звіяні вітром» — Сідні Говард (за однойменним романом Марґарет Мітчелл)
- Номінанти:
  - «До побачення, містер Чіпс» — Роберт Седрик Шерріф, Клавдін Вест, Ерік Машвіц (за однойменною новеллою Джеймса Гілтона[en])
  - «Містер Сміт їде до Вашингтона» — Сідні Бухман (за оповіданням Льюїса Рансома Фостера[en] «Джентльмен з Монтани»)
  - «Ніночка» — Чарльз Брекетт, Біллі Вайлдер, Волтер Рейш (за історією Мельхіора Лінґейла)
  - «Буремний перевал» — Чарльз Мак-Артур, Бен Гект (за однойменним романом Емілі Бронте)

1941
- Переможець — «Філадельфійська історія» — Дональд Огден Стюарт (за однойменною п'єсою Філіпа Баррі[en])
- Номінанти:
  - «Грона гніву» — Наннеллі Джонсон (за однойменним романом Джона Стейнбека)
  - «Кітті Фойл» — Далтон Трамбо (за однойменним романом Крістофера Морлі[en])
  - «Довгий шлях додому[en]» — Дадлі Ніколс (за короткими п'єсами Юджина О'Нілла «У зоні», «Карибський місяць», «Довгий шлях додому», «Курс на Схід, до Кардіффа»)
  - «Ребека» — Роберт Шервуд, Джоан Гаррісон (за однойменним романом Дафни дю Мор'є)

1942
- Переможець — «Ось приходить містер Джордан[en]» — Сідні Бухман, Сетон Міллер (за п'єсою Гаррі Сегала[en] «Небо може чекати»)
  - «Затримайте світанок[en]» — Чарльз Брекетт, Біллі Вайлдер (за однойменним романом Кетті Фрінгс[en])
  - «Якою зеленою була моя долина» — Філіп Данн (за однойменним романом Річарда Ллуелліна)
  - «Маленькі лисиці[en]» — Лілліан Гелман (за однойменною п'єсою Гелман)
  - «Мальтійський сокіл» — Джон Г'юстон (за однойменним романом Дешилла Гемметта)

1943
- Переможець — «Місіс Мінівер» — Артур Вімперис, Джордж Фрошель, Джеймс Хілтон, Клавдін Вест (за однойменною книгою Джен Стратер)
- Номінанти:
  - «Окупанти[en]» — Родні Екленд, Емерик Прессбургер (за оригінальною історією Прессбургера)
  - «Гордість Янкі» — Джо Сверлінг, Герман Манкевич (за оповіданням Пола Гелліко)
  - «Випадкові жнива» — Клодін Вест, Джордж Фрошель, Артур Вімперис (за однойменним романом Джеймса Хілтона[en])
  - «Розмова про місто[en]» — Ірвін Шоу, Сідні Бухман (за однойменним оповіданням Сідні Гармона[en])

1944
- Переможець — «Касабланка» — Джуліус Дж. Епстейн, Філіп Дж. Епстейн, Говард Кох (за п'єсою Мюррея Бернетта і Джоани Елісон «Всі приходять до Ріка»)
- Номінанти:
  - «Святе подружжя[en]» — Наннеллі Джонсон (за романом Арнольда Беннетта[en] «Похований живцем»)
  - «Більш веселий[en]» — Роберт Рассел, Френк Росс, Річард Флорной[de], Льюїс Р. Фостер (за оповіданням Гарсона Каніна[en] «Два — це натовп»)
  - «Пісня Бернадетти» — Джордж Сітон (за однойменним романом Франца Верфеля)
  - «Дивіться на Рейн[en]» — Дешилл Гемметт (за однойменою п'єсою Ліліани Гелман[en])

1945
- Переможець — «Йти своїм шляхом» — Френк Батлер, Френк Каветт[de] (за історією Лео Маккері)
- Номінанти:
  - «Подвійна страховка» — Біллі Вайлдер, Реймонд Чандлер (за однойменною повістю Джеймса Кейна)
  - «Газове світло» — Джон Ван Друтен, Волтер Рейш, Джон Л. Балдерстон (за однойменною п'єсою Патріка Гамільтона)
  - «Лора[en]» — Джей Дратлер, Семюел Гоффенстайн, Бетті Рейнхардт (за однойменним романом Віри Каспарі[en])
  - «Зустрінь мене в Сент-Луїсі» — Ірвінг Брехер, Фред Ф. Фінкелхофф (за однойменним романом Саллі Бенсон)

1946
- Переможець — «Втрачений вікенд» — Чарльз Бреккетт, Біллі Вайлдер (за однойменним романом Чарлза Джексона[en])
- Номінанти:
  - «Історія Г.І. Джо[en]» — Леопольд Атлас[de], Гай Ендор, Філіп Стівенсон (за книгами Ерні Піла[en] «Хоробрі чоловіки» та «Ось ваша війна»)
  - «Мілдред Пірс» — Ранальд Макдугал (за однойменним романом Джеймса Кейна)
  - «Гордість морських піхотинців[en]» — Альберт Мальц (за книгою Роджера Баттерфілда «Аль Шмід, Морський»)
  - «Дерево росте в Брукліні» — Тесс Слезінгер, Френк Девіс[de] (за однойменним романом Бетті Сміт[en])

1947
- Переможець — «Найкращі роки нашого життя» — Шервуд Роберт (за романом Макінлея Кантора «Слава для мене»)
- Номінанти:
  - «Анна та король Сіаму[en]» — Талбот Дженнінгс, Саллі Бенсон (за однойменним романом Маргарети Лендон)
  - «Коротка зустріч» — Девід Лін, Ентоні Гавелок-Аллан, Рональд Нім (за п'єсою Ноела Коварда «Натюрморт»)
  - «Убивці» — Ентоні Вейлер (за однойменним оповіданням Ернеста Хемінгуея)
  - «Рим, відкрите місто» — Серджо Амідеї, Федеріко Фелліні (за повістю Амідеї)

1948
- Переможець — «Диво на 34-й вулиці» — Джордж Сітон (за оповіданням Валентина Девіса[en])
- Номінанти:
  - «Бумеранг![en]» — Річард Мерфі (за статтею Фултона Оурслера[en] з журналу «Рідерз дайджест»)
  - «Перехресний вогонь[en]» — Джон Пакстон (за романом Річарда Брукса «Цегляна лисяча нора»)
  - «Джентльменська угода» — Мосс Харт (за однойменним романом Лаури Гобсон)
  - «Великі сподівання» — Девід Лін, Ентоні Гавелок-Аллан, Рональд Нім (за однойменним романом Чарлза Дікенса)

1949
- Переможець — «Скарби Сьєрра-Мадре» — Джон Г'юстон (за однойменним романом Бруно Травена)
- Номінанти:
  - «Іноземна справа[en]» — Чарльз Брекетт, Біллі Вайлдер, Річард Л. Брін (за оповіданням Девіда Шоу)
  - «Джонні Белінда[en]» — Ірма фон Куб, Аллен Вінсент (за однойменною п'єсою Елмер Блейни Харріс[en])
  - «Пошук[en]» — Річард Швайзер, Девід Векслер (оригінальний сценарій)
  - «Зміїна яма» — Френк Партос, Міллен Бренд (за однойменним автобіографічним романом Мері Джейн Ворд[en])

### 1950-ті
1950
- Переможець — «Лист трьом дружинам[en]» — Джозеф Манкевич (за романом Джона Клепмпнера «Лист до п'яти дружин»)
- Номінанти:
  - «Все королівське військо» — Роберт Россен (за однойменним романом Роберта Пенна Воррена)
  - «Викрадачі велосипедів» — "Чезаре Дзаваттіні (за однойменним романом Луїджі Бартоліні[en])
  - «Чемпіон[en]» — Карл Форман[en] (за однойменною новелою Рінга Ларднера[en])
  - «Ідол, що впав[en]» — Ґрем Ґрін (за новелою Ґрема Ґріна «Підвальна кімната»)

1951
- Переможець — «Все про Єву» — Джозеф Манкевич (за оповіданням Мері Орр[en] «Мудрість Єви»)
- Номінанти:
  - «Асфальтові джунглі» — Бен Меддоу[en], Джон Г'юстон (за однойменним романом В. Р. Бернетт[en])
  - «Народжена вчора» — Альберт Мангеймер[en] (за однойменною п'єсою Гарсон Канін[en])
  - «Зламана стріла[en]» — Альберт Мальц[en] (за романом Елліотта Арнольда[en] «Blood Brother»)
  - «Батько нареченої» — Френсіс Гудріч, Альберт Гекетт (за однойменним романом Едварда Стрітера[en])

1952
- Переможець — «Місце під сонцем» — Майкл Вілсон, Гаррі Браун (за романом Теодора Драйзера «Американська трагедія» та п'єсою Патріка Кірні[en] «Американська трагедія»)
- Номінанти:
  - «Африканська королева[en]» — Джеймс Егі[en], Джон Г'юстон (за однойменним романом С. С. Форестера)
  - «Детективна історія[en]» — Філіп Йордан[en], Роберт Вілер[en] (за однойменною п'єсою Сідні Кінгслі[en])
  - «Карусель» — Макс Офюльс, Жак Натансон[en] (за комедією Артура Шніцлера «Хоровод» (Reigen))
  - «Трамвай „Бажання“» — Теннессі Вільямс (за однойменною п'єсою Теннессі Вільямса)

1953
- Переможець — «Злі й гарні» — Чарльз Шні[en] (за оповіданням Джорджа Бредшоу «Данина поганому хлопцю»)
- Номінанти:
  - «П'ять пальців[en]» — Майкл Вілсон (за романом Людвіга Карла Мойзіша[en] «Падіння Цицерона»)
  - «Рівно опівдні» — Карл Форман[en] (за новелою «Олов'яна зірка» Джона В. Каннінгема)
  - «Людина в білому костюмі[en]» — Роджер Макдугал[en], Джон Дайтон, Александер Маккендрик (за п'єсою Макдугала)
  - «Тиха людина[en]» — Френк Нугент[en] (за оповіданням Моріс Волш[en] «Green Rushes»)

1954
- Переможець — «Відтепер і на віки віків» — Даніель Тарадаш[en] (за однойменним романом Джеймса Джонса[en])
- Номінанти:
  - «Жорстоке море[en]» — Ерік Амблер (за однойменним романом Ніколаса Монсаррата)
  - «Лілі» — Хелен Дойч[en] (за книгою Пола Гелліко «Любов семи ляльок»)
  - «Римські канікули» — Ян Мак-Леллан Хантер[en], Джон Дайтон (за історією Далтона Трамбо)
  - «Шейн» — А. Б. Гатрі-молодший[en] (за однойменним романом Джека Шефера[en])

1955
- Переможець — «Сільська дівчина[en]» — Джордж Сітон (за однойменною п'єсою Кліффорда Одеца[en])
- Номінанти:
  - «Заколот на „Кейні“» — Стенлі Робертс[en] (за однойменним романом Германа Воука)
  - «Вікно у двір» — Джон Майкл Хейс[en] (за оповіданням Корнела Вулріча «Це мало бути вбивством»)
  - «Сабріна» — Біллі Вайлдер, Сеймуел Тейлор[en], Ернест Леман[en] (за романом Тейлор «Ярмарок Сабріни[en]»
  - «Сім наречених для семи братів» — Альберт Гекетт, Френсіс Гудріч, Дороті Кінгслі[en] (за новелою Стівена Вінсента Бене «Викрадення сабінянок»)

1956
- Переможець — «Марті» — Падді Чаєвський (за однойменною телеп'єсою Чаєвського)
- Номінанти:
  - «Поганий день у Блек-Рок» — Міллард Кауфман[en] (за новелою Говарда Бресліна[en] «Поганий час у Хонді»)
  - «Шкільні джунглі» — Річард Брукс (за однойменним романом Еда Макбейна)
  - «На схід від раю» — Пол Осборн[en] (за однойменною сагою Джона Стейнбека)
  - «Полюби мене або залиш мене[en]» — Ізобель Леннарт[en], Даніель Фукс[en] (за оповіданням Фукс)

1957
- Переможець — «Навколо світу за 80 днів» — Джеймс По[en], Джон Ферроу, С. Дж. Перельман[en] (за однойменним романом Жуля Верна)
- Номінанти:
  - «Дитяча лялька[en]» — Теннессі Вільямс (за п'єсою Вільямса «27 вагонів, повних бавовни[en]»)
  - «Дружнє переконання» — Майкл Вілсон (за однойменним романом Джессеміна Веста[en])
  - «Гігант[en]» — Фред Гуйоль[en], Іван Моффат[en] (за однойменним романом Едни Фербер)
  - «Жага до життя» — Норман Корвін[en] (за однойменним романом Ірвінга Стоуна)

1958
- Переможець — «Міст через річку Квай» — Майкл Вілсон, Карл Форман[en], П'єр Буль (за однойменним романом Буля)
  - «Хіба що небеса знають, містер Еллісон» — Джон Лі Махін[en], Джон Г'юстон (за однойменним романом Чарльза Шоу[en])
  - «Пейтон Плейс[en]» — Джон Майкл Хейс[en] (за однойменним романом Грейс Металіус[en])
  - «Сайонара[en]» — Пол Осборн[en] (за однойменним романом Джеймса А. Мішенера[en])
  - «12 розгніваних чоловіків» — Реджинальд Роуз[en] (за однойменною телеп'єсою Роуза)

1959
- Переможець — «Жіжі» — Алан Джей Лернер (за однойменною новелою Колетт)
- Номінанти:
  - «Кішка на розпеченому даху» — Річард Брукс, Джеймс По[en] (за однойменною п'єсою Теннессі Вільямса)
  - «Кінський рот[en]» — Алек Гіннесс (за однойменним романом Джойс Кері[en])
  - «Я хочу жити![en]» — Нельсон Гіддінг[en], Дон Манкевич[en] (за газетними статтями та листами Барбари Грехем[en] та Едварда С. Монтгомері[en])
  - «Окремі столики[en]» — Теренс Реттіген, Джон Гей (за однойменною п'єсою Реттігена)

### 1960-ті
1960
- Переможець — «Кімната нагорі» — Ніл Патерсон[en] (за однойменним романом Джона Брейна)
- Номінанти:
  - «Анатомія вбивства» — Венделл Мейз (за однойменним романом Джона Волкера[en])
  - «Бен-Гур» — Карл Тунберг (за романом Льюїса Воллеса)
  - «Історія черниці[en]» — Роберт Андерсон[en] (за однойменним романом Кетрін Гулме[en])
  - «У джазі тільки дівчата» — Біллі Вайлдер, І. А. Л. Даймонд (за кіносценарієм Роберта Торена[en] й Майкла Логана до фільму «Фанфари кохання[en]»)

1961
- Переможець — «Елмер Гантрі» — Річард Брукс (за однойменним романом Сінклера Льюїса)
- Номінанти:
  - «Успадковувати вітер[en]» — Недрік Янг, Гарольд Джейкоб Сміт (за однойменною п'єсою Джерома Лоуренса[en] та Роберта Е. Лі[en]
  - «Сини та коханці[en]» — Гевін Ламберт, Т. Е. Б. Кларк (за однойменним романом Девіда Герберта Лоуренса)
  - «Соняшники[en]» — Ізобель Леннарт (за однойменним романом Джона Клірі[en])
  - «Мелодії слави[en]» — Джеймс Кеннавей (за однойменним романом Кеннавея)

1962
- Переможець — «Нюрнберзький процес» — Еббі Манн (за однойменною телеп'єсою Манна)
- Номінанти:
  - «Сніданок у Тіффані» — Джордж Аксельрод (за однойменною повістю Трумена Капоте)
  - «Гармати острова Наварон» — Карл Форман (за однойменним романом Алістера Макліна)
  - «Більярдист» — Сідні Керролл, Роберт Россен (за однойменним романом Волтера Тівіса)
  - «Вестсайдська історія» — Ернест Леман (за однойменним мюзиклом Артура Лорентса[en])

1963
- Переможець — «Убити пересмішника» — Хортон Фут[en] (за однойменним романом Гарпер Лі)
- Номінанти:
  - «Девід і Ліза» — Елеонора Перрі[en] (за однойменним романом Теодора Ісаака Рубіна[en])
  - «Лоуренс Аравійський» — Роберт Болт, Майкл Вілсон (за книгою Томаса Едварда Лоуренса «Сім стовпів мудрості[en]»)
  - «Лоліта» — Володимир Набоков (за однойменним романом Володимира Набокова)
  - «Чудотворка[en]» — Вільям Гібсон (за однойменною п'єсою Гібсона)

1964
- Переможець — «Том Джонс» — Джон Осборн (за романом Генрі Філдінга «Історія Тома Джонса, знайди»)
- Номінанти:
  - «Капітан Ньюман, доктор медицини[en]» — Річард Л. Брін[en], Фібі Ефрон[en], Генрі Ефрон[en] (за однойменним романом Лео Ростена[en])
  - «Гуд[en]» — Ірвінг Раветч[en], Гаррієт Френк молодший[en] (за романом Ларрі МакМуртрі[en] «Вершник, проходь повз»)
  - «Польові лілії[en]» — Джеймс По[en] (за однойменним романом Вільяма Едмунда Баррета[en])
  - «Неділі та Кібела[en]» — Серж Бургуньйон[en], Антуан Тудал[fr] (за романом Бернара Ешассеріо[fr] «По неділях у Віль д’Авре»)

1965
- Переможець — «Бекет» — Едвард Анхальт[en] (за однойменною п'єсою Жана Ануя)
- Номінанти:
  - «Доктор Стрейнджлав, або Як я перестав хвилюватись і полюбив бомбу» — Стенлі Кубрик, Пітер Джордж, Террі Саузерн[en] (за романом Джорджа «Червона тривога»)
  - «Мері Поппінс» — Білл Волш[en], Дон Даґраді[en] (за серією книг Памели Треверс «Мері Поппінс[en]»)
  - «Моя чарівна леді» — Алан Джей Лернер (за однойменним мюзиклом Лернера)
  - «Грек Зорба» — Міхаліс Какоянніс (за однойменним романом Нікоса Казандзакіса)

1966
- Переможець — «Доктор Живаго» — Роберт Болт (за однойменним романом Бориса Пастернака)
- Номінанти:
  - «Кет Баллу» — Волтер Ньюмен[en], Френк Пірсон[en] (за романом Роя Ченслора «Балада про Кет Баллу»)
  - «Колекціонер[en]» — Стенлі Манн[en], Джон Кон[en] (за однойменним романом Джона Фаулза)
  - «Корабель дурнів» — Еббі Манн[en] (за однойменним романом Кетрін Енн Портер)
  - «Тисяча клоунів[en]» — Герб Гарднер[en] (за однойменною п'єсою Гарднера)

1967
- Переможець — «Людина на всі часи» — Роберт Болт (за однойменною п'єсою Болта)
- Номінанти:
  - «Альфі[en]» — Білл Наутон[en] (за однойменною п'єсою Наутона)
  - «Професіонали» — Річард Брукс (за романом Френка О'Рурка[en] «Мул для маркізи[en]»)
  - «Росіяни йдуть! Росіяни йдуть![en]» —  Вільям Роуз [en] (за романом Натаніеля Бенчлі[en] «Неострівці»)
  - «Хто боїться Вірджинії Вульф?» — Ернест Леман[en] (за однойменною п'єсою Едварда Олбі)

1968
- Переможець — «Задушливою південною ніччю» — Стірлінг Сіліфант (за однойменним романом Джона Болла)
- Номінанти:
  - «Холоднокровний Люк» — Дон Пірс, Френк Пірсон (за однойменним романом Пірса)
  - «Випускник» — Калдер Віллінгем, Бак Генрі (за однойменним романом Чарльза Вебба[en])
  - «У холодній крові[en]» — Річард Брукс (за однойменним романом Трумена Капоте)
  - «Уліс[en]» — Джозеф Стрик, Фред Гейнс (за однойменним романом Джеймса Джойса)

1969
- Переможець — «Лев узимку» — Джеймс Голдман (за однойменною п'єсою Джеймса Голдмена)
- Номінанти:
  - «Дивна парочка» — Ніл Саймон (за однойменною п'єсою Саймона)
  - «Олівер!» — Вернон Гарріс (за однойменним мюзиклом Ліонеля Барта[en])
  - «Рейчел, Рейчел[en]» — Стюарт Стерн (за романом Маргарет Лоранс[en] «Божий жарт[en]»)
  - «Дитина Розмарі» — Роман Поланскі (за однойменним романом Айри Левіна)

### 1970-ті
1970
- Переможець — «Опівнічний ковбой» — Вальдо Солт[en] (за однойменним романом Лео Герліхая)
- Номінанти:
  - «Анна на тисячу днів» — Джон Гейл[de], Бріджит Боланд[en], Річард Соколов[de] (за однойменною п'єсою Максвела Андерсона)
  - «До побачення, Колумбус[en]» — Арнольд Шульман[en] (за однойменним романом Філіпа Рота)
  - «Загнаних коней пристрілюють, чи не так?» — Джеймс По[en], Роберт Е. Томпсон[en] (за однойменним романом Гораса Маккоя[en])
  - «Дзета» — Хорхе Семпрун, Коста-Гаврас (за однойменним романом Васіліса Василікоса[en])

1971
- Переможець — «Польовий шпиталь» — Рінг Ларднер-молодший[en] (за романом Річарда Гукера[en] «MASH: A Novel About Three Army Doctors»)
- Номінанти:
  - «Аеропорт» — Джордж Сітон (за однойменним романом Артура Гейлі)
  - «Я ніколи не співав для свого батька[en]» — Роберт Андерсон[en] (за однойменною п'єсою Андерсона)
  - «Закохані та інші незнайомці[en]» — Рене Тейлор[en], Йосип Болонья[en], Девід Зелаг Гудман[en] (за однойменною п'єсою Тейлора і Болоньї)
  - «Закохані жінки[en]» — Ларрі Крамер[en] (за однойменним романом Девіда Герберта Лоуренса)

1972
- Переможець — «Французький зв'язковий» — Ернест Тідіман[en] (за книгою Робіна Мура[en] «The French Connection: A True Account of Cops, Narcotics, and International Conspiracy»)
- Номінанти:
  - «Механічний апельсин» — Стенлі Кубрик (за однойменним романом Ентоні Берджеса)
  - «Конформіст» — Бернардо Бертолуччі (за однойменним романом Альберто Моравіа)
  - «Сад Фінці-Контіні» — Уго Пірро[en], Вітторіо Бонічеллі[it] (за однойменним романом Джорджо Бассані)
  - «Останній кіносеанс» — Пітер Богданович, Ларрі МакМуртрі[en] (за напівавтобіографічним однойменним романом Ларрі МакМертрі)

1973
- Переможець — «Хрещений батько» — Маріо П'юзо, Френсіс Форд Коппола (за однойменним романом П'юзо)
- Номінанти:
  - «Кабаре» — Джей Аллен[en] (за однойменним мюзиклом Джо Мастерофф[en])
  - «Емігранти» — Ян Труель, Бенгт Форслунд[en] (за романами Вільгельма Моберґа «Емігранти[en]» та У добру землю[en])
  - «Піт і Тіллі[en]» — Джуліус Дж. Епстейн (за повістю Пітера Де Фріза[en] Witch's Milk)
  - «Саундер[en]» — Лонн Елдер III[en] (за однойменним романом  Вільяма Армстронга [en])

1974
- Переможець — «Екзорцист» — Вільям Пітер Блетті (за однойменним романом Блетті)
- Номінанти:
  - «Останній наряд» — Роберт Таун (за однойменним романом Дарріла Понікасана[en])
  - «Погоня за папером[en]» — Джеймс Брідж[en] (за однойменним романом Джона Джея Осборна-молодшого[en])
  - «Паперовий місяць» — Елвін Сарджент[en] (за романом Джо Девіда Брауна[en] «Addie Pray[en]»)
  - «Серпіко» — Вальдо Солт[en], Норман Векслер[en] (за книгою Пітера Мааса[en] «Serpico: The Cop Who Defied the System»)

1975
- Переможець — «Хрещений батько 2» — Френсіс Форд Коппола, Маріо П'юзо (за однойменним романом П'юзо)
- Номінанти:
  - «Учень Дадді Кравіца[en]» — Мордекай Річлер, Ліонель Четвінд[en] (за однойменним романом Річлера)
  - «Ленні» — Джуліан Баррі[en] (за однойменною п'єсою Баррі)
  - «Убивство у „Східному експресі“» — Пол Ден[en] (за однойменним романом Агати Крісті)
  - «Молодий Франкенштейн» — Джин Вайлдер, Мел Брукс (за романом Мері Шеллі «Франкенштайн, або Сучасний Прометей»)

1976
- Переможець — «Пролітаючи над гніздом зозулі» — Лоуренс Гаубен[en], Бо Гольдман[en] (за однойменним романом Кена Кізі)
- Номінанти:
  - «Баррі Ліндон» — Стенлі Кубрик (за романом Вільяма Мейкпіса Теккерея «Удача Баррі Ліндона[en]»)
  - «Людина, яка була б королем[en]» — Джон Г'юстон, Ґладіс Гілл[en] (за однойменним романом Редьярда Кіплінга)
  - «Запах жінки» — Руджеро Маккарі, Діно Рісі (за романом Джованні Арпіно «Морок і мед»)
  - «Хлопчики сонячного світла[en]» — Ніл Саймон (за однойменною п'єсою Саймона)

1977
- Переможець — «Вся президентська рать» — Вільям Голдман[en] (за однойменною книгою Боба Вудворда і Карла Бернштейна)
- Номінанти:
  - «На шляху до слави» — Роберт Гетчелл[en] (за однойменною книгою Вуді Гатрі)
  - «Казанова Федеріко Фелліні» — Федеріко Фелліні, Бернардіно Дзаппоні (за автобіографічним твором Джакомо Казанови «Історія мого життя»)
  - «Семипроцентне рішення[en]» — Ніколас Меєр[en] (за однойменним романом Меєра)
  - «Подорож проклятих» — Стів Шаган[en], Девід Батлер[en] (за однойменною книгою Томаса Гордона і Макса Морган-Віттса)

1978
- Переможець — «Джулія» — Елвін Сарджент[en] (за романом Лілліани Геллман «Пентіменто»)
- Номінанти:
  - «Кінь[en]» — Пітер Шеффер (за однойменною п'єсою Шеффера)
  - «Я ніколи не обіцяв вам трояндовий сад[en]» — Гевін Ламберт[en], Льюїс Джон Карліно[en] (за однойменним романом Джоани Грінберг[en])
  - «О, Боже!» — Ларрі Гелбарт (за однойменним романом Ейвера Кормана[en])
  - «Цей незрозумілий об'єкт бажання» — Луїс Бунюель, Жан-Клод Карр'єр (за романом П'єра Луї «Жінка та лялька»)

1979
- Переможець — «Опівнічний експрес» — Олівер Стоун (за однойменною книгою Біллі Гейса та Вільяма Гоффера)
- Номінанти:
  - «Кровні брати[en]» — Волтер Ньюмен[en] (за однойменним романом Річарда Прайса[en])
  - «Каліфорнійська сюїта[en]» — Ніл Саймон (за однойменною п'єсою Саймона)
  - «Небо може чекати[en]» — Елейн Мей, Воррен Бітті (за однойменною п'єсою Гаррі Сегала[en])
  - «У той самий час, наступного року[en]» — Бернард Слейд[en] (за однойменною п'єсою Слейда)

### 1980-ті
1980
- Переможець — «Крамер проти Крамера» — Роберт Бентон (за однойменним романом Ейвера Кормана[en])
  - «Апокаліпсис сьогодні» — Джон Міліус, Френсіс Форд Коппола (за романом Джозефа Конрада «Серце темряви»)
  - «Клітка для диваків» — Франсіс Вебер, Едуар Молінаро, Марчелло Данон[de], Жан Пуаре[en] (за однойменною п'єсою Пуаре)
  - «Маленький роман[en]» — Аллан Бернс (за романом Патріка Ковіна[en] «E=mc2 Mon Amour»)
  - «Норма Рей[en]» — Ірвінг Реветч, Гарріет Франк-молодший (за книгою Hank Leiferman «Кристал Лі, жінка зі спадщиною»)

1981
- Переможець — «Звичайні люди» — Елвін Сарджент[en] (за однойменним романом Джудіт Гест)
- Номінанти:
  - «Порушник Морант[en]» — Джонатан Гарді, Девід Стівенс[en], Брюс Бересфорд (за однойменною п'єсою Кеннета Г. Росса[en])
  - «Дочка шахтаря[en]» — Томас Рікман[en] (за однойменною книгою Лоретти Лін та Джорджа Вессі[en])
  - «Людина-слон» — Крістофер Де Воре, Ерік Бергрен, Девід Лінч (за книгами Ешлі Монтагу[en] «Людина-слон: Дослідження людської гідності» та Фредеріка Тревза[en] «The Elephant Man and Other Reminiscences»)
  - «Людина-трюк[en]» — Лоуренс Б. Маркус[de] та Річард Раш[en] (за однойменним романом Пола Бродеура[en])

1982
- Переможець — «На золотому озері» — Ернест Томпсон (за однойменною п'єсою Томпсона)
- Номінанти:
  - «Жінка французького лейтенанта» — Гарольд Пінтер (за однойменним романом Джона Фаулза)
  - «Пенні з неба[en]» — Денніс Поттер (за однойменним телесеріалом Поттера)
  - «Принц міста[en]» — Джей Прессон Аллен[en], Сідні Люмет (за однойменною книгою Роберта Дейлі[en])
  - «Регтайм» — Майкл Веллер[en] (за однойменним романом Едгара Лоуренса Докторова[en])

1983
- Переможець — «Зниклий безвісти» — Коста-Гаврас та Дональд Е. Стюарт[en] (за книгою Томаса Гаузера[en] «Страта Чарльза Гормана: Американська жертва»)
- Номінанти:
  - «Підводний човен» — Вольфганг Петерсен (за однойменним романом Лотара-Гюнтера Бухайма)
  - «Вибір Софії» — Алан Пакула (за однойменним романом Вільяма Стайрона)
  - «Вердикт» — Девід Мамет[en] (за однойменним романом Баррі Ріда[en])
  - «Віктор/Вікторія» — Блейк Едвардс (за фільмом Райнгольда Шюнцеля[en] «Віктор і Вікторія»)

1984
- Переможець — «Мова ніжності» — Джеймс Брукс (за однойменним романом Ларі Макмертрі)
- Номінанти:
  - «Зрада[en]» — Гарольд Пінтер (за однойменною п'єсою Пінтера)
  - «Костюмер» — Рональд Гарвуд (за однойменною п'єсою Гарвуда)
  - «Виховання Рити[en]» — Віллі Рассел[en] (за однойменною п'єсою Рассела)
  - «Рубен, Рубен[en]» — Джуліус Дж. Епстейн (за п'єсою Германа Шумліна[en] «Споффорд»)

1985
- Переможець — «Амадей» — Пітер Шеффер (за однойменною п'єсою Пітера Шеффера)
- Номінанти:
  - «Грейсток: Легенда про Тарзана, володаря мавп[en]» — Роберт Таун, Майкл Остін[de] (за романом Едгара Райса Барроуза «Тарзан мавп[en]»)
  - «Поля смерті» — Брюс Робінсон[en] (за книгою Сідні Шенберга «Смерть і життя Дита Прана»)
  - «Поїздка до Індії» — Девід Лін (за однойменним романом Едварда Моргана Форстера)
  - «Історія солдата[en]» — Чарльз Фуллер[en] (за п'єсою Фуллера «Солдатська гра[en]»)

1986
- Переможець — «З Африки» — Курт Люедтке[en] (за однойменною автобіографічною книгою Карен Бліксен та книгами Ерола Требинського «Silence Will Speak» і Джудіт Турман «Ісак Дінесен: Життя оповідача історій»)
- Номінанти:
  - «Барва пурпурова» — Менно Мейджес[en] (за однойменним романом Еліс Вокер)
  - «Поцілунок жінки-павука» — Леонард Шрадер[en] (за однойменним романом Мануеля Пуїга)
  - «Честь сім'ї Пріцці» — Річард Кондон[en], Джанет Роуч[de] (за однойменним романом Кондона)
  - «Поїздка до благородних[en]» — Гортон Фут[en] (за однойменною п'єсою Фута)

1987
- Переможець — «Кімната з видом» — Рут Правер Джабвала (за однойменним романом Едварда Моргана Форстера)
- Номінанти:
  - «Діти меншого Бога[en]» — Геспер Андерсон[de] та Марк Медофф[en] (за однойменною п'єсою Медоффа)
  - «Колір грошей» — Річард Прайс[en] (за однойменним романом Волтера Тівіса)
  - «Злочини серця[en]» — Бет Генлі[en] (за однойменною п'єсою Генлі)
  - «Залишся зі мною» — Брюс А. Еванс[en] та Рейнольд Гідеон[de] (за повістю Стівена Кінга «Тіло»)

1988
- Переможець — «Останній імператор» — Бернардо Бертолуччі та Марк Пепло[en] (за автобіографією Пуї «Від імператора до громадянина: Автобіографія Айсіна-Джоро Пуї»)
- Номінанти:
  - «Мертві[en]» — Тоні Гастон[en] (за однойменним оповіданням Джеймса Джойса)
  - «Фатальний потяг» — Джеймс Дірден[en] (за короткометражним телефільмом Джеймса Дірдена «Диверсія» 1980 року)
  - «Суцільнометалева оболонка» — Стенлі Кубрик, Густав Хасфорд[en] та Майкл Герр[en] (за романом Хасфорда «The Short-Timers[en]»)
  - «Моє життя як собаки[en]» — Рейдар Йонсон[sv], Пер Берглунд[de], Лассе Гальстрем та Brasse Brännström[en] (за однойменним романом Йонсона)

1989
- Переможець — «Небезпечні зв'язки» — Крістофер Гемптон (за однойменною[en] п'єсою Гемптона та однойменним романом П'єра Шодерло де Лакло)
- Номінанти:
  - «Турист мимоволі» — Лоуренс Кездан та Френк Ґалаті[en] (за однойменним романом Енн Тайлер)
  - «Горили в тумані» — Анна Гамільтон Фелан[en], Таб Мерфі[en] (за однойменною автобіографічною книгою Дайани Фоссі)
  - «Крихітка Дорріт[en]» — Крістін Едзард[en] (за однойменним романом Чарлза Дікенса)
  - «Нестерпна легкість буття» — Жан-Клод Карр'єр та Філіп Кауфман[en] (за однойменним романом Мілана Кундери)

### 1990-ті
1990
- Переможець — «Водій міс Дейзі» — Альфред Угри (за однойменною п'єсою Угри)
- Номінанти:
  - «Народжений четвертого липня» — Олівер Стоун та Ron Kovic (за однойменною книгою Kovic)
  - «Вороги, історія кохання[en]» — Павло Мазурський та Роджер Л. Саймон (за однойменним романом Ісаака Башевіса Зінгера)
  - «Поле його мрії» — Філ Олден Робінсон[en] (за романом В. П. Кінселли[en] «Джо без черевиків[en]»)
  - «Моя ліва нога» — Шейн Коннатон та Джим Шерідан (за однойменною автобіографією Крісті Брауна)

1991
- Переможець — «Той, що танцює з вовками» — Майкл Блейк[en] (за однойменним романом Блейка)
- Номінанти:
  - «Пробудження» — Стівен Заіллян (за однойменною книгою Олівера Сакса)
  - «Славні хлопці» — Ніколас Піледжі та Мартін Скорсезе (за книгою Піледжі «Wiseguy[en]»)
  - «Кидали» — Дональд Вестлейк (за однойменним романом Джима Томпсона)
  - «Поворот фортуни[en]» — Nicholas Kazan[en] (за книгою Алана Дершовіца «Reversal of Fortune: Inside the von Bülow Case»)

1992
- Переможець — «Мовчання ягнят» — Тед Таллі (за однойменним романом Томаса Гарріса)
- Номінанти:
  - «Європа Європа[en]» — Агнешка Голланд (за книгою Соломона Переля «Гітлер'юнґе Саломон»)
  - «Смажені зелені помідори» — Фенні Флегг та Керол Собеський (за романом Флегг «Смажені зелені помідори в кафе «Зупинка»»)
  - «Джон Ф. Кеннеді. Постріли в Далласі» — Олівер Стоун та Закарі Скляр (за романом Джима Ґаррісона «On the Trail of the Assassins» і Джима Маррса «Crossfire: The Plot That Killed Kennedy»)
  - «Володар припливів» — Пат Конрой та Бекі Джонстон (за однойменним романом Конроя)

1993
- Переможець — «Маєток Говардс Енд» — Рут Правер Джабвала (за однойменним романом Едварда Моргана Форстера)
- Номінанти:
  - «Зачарований квітень[en]» — Пітер Барнс[en] (за однойменним романом Елізабети фон Арнім)
  - «Гравець» — Майкл Толкін[en] (за однойменним романом Майкла Толкіна)
  - «Там, де тече річка» — Річард Фріденберг[en] (за однойменним оповіданням Нормана Макліна[en])
  - «Запах жінки» — Бо Голдман[en] (за романом Джованні Арпіно «Морок і мед» та однойменного фільму Діно Різі)

1994
- Переможець — «Список Шиндлера» — Стівен Заіллян (за романом Томаса Кенналі «Ковчег Шиндлера»)
- Номінанти:
  - «Епоха невинності[en]» — Мартін Скорсезе та Джей Кокс[en] (за однойменним романом Едіт Вортон)
  - «В ім'я батька» — Джим Шерідан[en] та Террі Джордж (за книгою Джері Конлона[en] «Доведений невинний» (Proved Innocent))
  - «Наприкінці дня» — Рут Правер Джабвала (за однойменним романом Кадзуо Ісіґуро)
  - «Країна тіней[en]» — Вільям Ніколсон[en] (за однойменними п'єсою та телеп'єсою Ніколсона)

1995
- Переможець — «Форрест Ґамп» — Ерік Рот[en] (за однойменним романом Вінстона Ґрума)
- Номінанти:
  - «Божевілля короля Ґеорга[en]» — Алан Беннетт (за його п'єсою «Божевілля Ґеорга III[en]»)
  - «Без дурнів» — Роберт Бентон (за романом Річарда Руссо[en])
  - «Телевікторина» — Пол Атанасіо[en] (за книгою Річарда Гудвіна[en] «Згадуючи Америку: Голос із шістдесятих»)
  - «Втеча з Шоушенка» — Френк Дарабонт (за повістю Стівена Кінга «Ріта Гейворт і втеча з Шоушенка»)

1996
- Переможець — «Розум і почуття» — Емма Томпсон (за однойменним романом Джейн Остін)
- Номінанти:
  - «Аполлон-13» — Вільям Бройлес-молодший[en] та Аль-Райнер[en] (за книгою Джеймса Ловелла і Джеффрі Клугера[en] «Втрачений Місяць» (Lost Moon))
  - «Бейб» — Джордж Міллер та Кріс Нунан[en] (за романом Діка Кінга-Сміта[en] Вівця-Свиня[en])
  - "Покидаючи Лас-Вегас — Майк Фіггіс[en] (за однойменним автобіографічним романом Джона О'Брайена[en])
  - «Поштар» — Майкл Редфорд, Массімо Троїзі, Фуріо Скарпеллі[en], Джакомо Скарпеллі[en], Анна Павіньяно[en] (за романом Антоніо Скармета «У полум'ї терпіння» (Ardiente Paciencia))

1997
- Переможець — «Вигострене лезо» — Біллі Боб Торнтон (за короткометражним фільмом Торнтона «Some Folks Call It a Sling Blade»)
- Номінанти:
  - «Тигель[en]» — Артур Міллер (за однойменною п'єсою Міллера)
  - «Англійський пацієнт» — Ентоні Мінгелла (за однойменним романом Майкла Ондатже)
  - «Гамлет» — Кеннет Брана (за однойменною п'єсою Вільяма Шекспіра)
  - «На голці» — Джон Годж[en] (за однойменним романом Ірвіна Велша)

1998
- Переможець — «Таємниці Лос-Анджелеса» — Кертіс Генсон[en] та Гелґеланд[en] (за однойменним романом Джеймса Елроя)
- Номінанти:
  - «Доні Браско» — Пол Аттанасіо[en] (за книгою Джозефа Д. Пістона та Річарда Вудлі «Донні Браско: Моє таємне життя в мафії[en]»)
  - «Солодке згодом[en]» — Атом Егоян[en] (за однойменним романом Рассела Бенкса)
  - «Хвіст крутить собакою» — Гіларі Генкин[en] та Девід Мамет[en] (за романом Ларрі Байнгарта[en] «Американський герой»)
  - «Крила голубки» — Гусейн Аміні (за однойменним романом Генрі Джеймса)

1999
- Переможець — «Боги та чудовиська[en]» — Білл Кондон (за романом Крістофера Брема[en] «Батько Франкенштейна»)
- Номінанти:
  - «За межами видимості[en]» — Скотт Франк[en] (за однойменним романом Елмора Леонарда)
  - «Основні кольори[en]» — Елейн Мей (за однойменним романом Джо Кляйна[en])
  - «Простий план» — Скотт Сміт (за однойменним романом Скотта Сміта)
  - «Тонка червона лінія» — Терренс Малік (за однойменним романом Джеймса Джонса)

### 2000-ні
2000
- Переможець — «Правила виноробів» — Джон Ірвінг (за однойменним романом Джона Ірвінга)
- Номінанти:
  - «Вискочка» — Александер Пейн та Джим Тейлор[en] (за однойменним романом Тома Перротти[en])
  - «Зелена миля» — Френк Дарабонт (за однойменним романом Стівена Кінга)
  - «Своя людина» — Майкл Манн та Ерік Рот (за статтею Марі Бреннер «Людина, яка знала занадто багато»)
  - «Талановитий містер Ріплі» — Ентоні Мінгелла (за однойменним романом Патриції Гайсміт)

2001
- Переможець — «Трафік» — Стівен Ґеґгем (за однойменним телесеріалом Саймона Мура)
- Номінанти:
  - «Шоколад» — Роберт Нельсон Джейкобс (за однойменним романом Джоан Гарріс)
  - «Тигр підкрадається, дракон ховається» — Ван Хуэй-лінг[en], Джеймс Шамус та Куо Юнг Цай (за однойменним романом Вана Дулу[en])
  - «О, де ж ти, брате?» — Брати Коен (за поемою Гомера «Одіссея»)
  - «Чудові хлопчики[en]» — Стів Кловз (за однойменним романом Майкла Шейбона)

2002
- Переможець — «Ігри розуму» — Аківа Голдсман (за однойменною книгою Сильвії Назар)
- Номінанти:
  - «Світ примар» — Деніел Клоуз та Террі Цвігофф (за однойменним графічним романом Клоуза)
  - «У спальні» — Роб Фестінгер та Тодд Філд (за оповіданням Андре Дубуса[en] «Вбивства»)
  - «Володар перснів: Хранителі Персня» — Френ Волш, Філіпа Бойенс та Пітер Джексон (за романом Дж. Р. Р. Толкіна The Fellowship of the Ring (в українському перекладі «Братство Персня»)
  - «Шрек» — Террі Россіо, Джо Стілман, Роджер Шульман та Тед Еліотт[en] (за книгою Вільяма Стейга «Шрек!»)

2003
- Переможець — «Піаніст» — Рональд Гарвуд (за автобіографічною розповіддю Владислава Шпільмана)
- Номінанти:
  - «Мій хлопчик» — Пітер Геджес, Кріс Вайц, Пол Вайц[en] (за однойменним романом Ніка Горнбі)
  - «Адаптація» — Чарлі Кауфман, Дональд Кауфман (за книгою Сьюзен Орлеан «Злодій орхідей»)
  - «Чикаго» — Біл Кондон (за однойменним мюзиклом Боба Фосса та Фреда Ебба[en])
  - «Години» — Девід Гейр[en] (за однойменним романом Майкла Канінгема)

2004
- Переможець — «Володар перснів: Повернення короля» — Френ Волш, Філіпа Боєнс та Пітер Джексон (за романом Дж. Р. Р. Толкіна «Повернення короля»)
- Номінанти:
  - «Американська пишнота[en]» — Роберт Пульчіні та Шарі Спрінгер Берман (за коміксами Гарві Пекара[en] і «Our Cancer Year» Гарві Пекара та Джойс Брабнер[en])
  - «Місто Бога» — Брауліо Мантовані (за однойменним романом Пауло Лінз[en])
  - «Таємнича ріка» — Браян Гелгеленд (за однойменним романом Денніса Ліхейна)
  - «Фаворит» — Гері Росс (за романом «Фаворит: американська легенда» Лори Гілленбренд[en])

2005
- Переможець — «На узбіччі» — Александер Пейн та Джим Тейлор[en] (за однойменним романом Рекса Пікетта[en])
- Номінанти:
  - «Перед заходом сонця» — Річард Лінклейтер, Жюлі Дельпі, Ітан Гоук та Кім Крізан[en] (за персонажами з фільму «Перед сходом сонця», створеного Крізан та Лінклейтером)
  - «Чарівна країна» — Девід Мегі (за виставою Аллана Кні[en] («Людина, якою був Пітер Пен»))
  - «Крихітка на мільйон доларів» — Пол Гаґґіс (за збіркою новел F.X. Toole «Rope Burns: Stories from the Corner»)
  - «Щоденники мотоцикліста» — Хосе Рівера[en] (за книгами Альберто Гранадо[en] «Con el Che por America Latina» та Че Гевара «Щоденники мотоцикліста»)

2006
- Переможець — «Горбата гора» — Ларрі Макмертрі та Діана Оссана (за однойменним оповіданням Енні Проулкс[en])
- Номінанти:
  - «Капоте» — Ден Футтерман (за однойменним біографічним романом Джеральда Кларка[en])
  - «Відданий садівник» — Джеффрі Кейн[en] (за однойменним романом Джона Ле Карре)
  - «Виправдана жорстокість» — Джош Олсон (за однойменним графічним романом Джона Вагнера[en] та Вінса Лока[en])
  - «Мюнхен» — Ерік Рот та Тоні Кушнер (за книгою Джорджа Джонаса[en] «Vengeance[en]»)

2007
- Переможець — «Відступники» — Вільям Монахан (за фільмом Фелікса Чонга[en] та Алана Мака[en] Службові справи[en])
- Номінанти:
  - «Борат» — Саша Барон Коен, Ентоні Гайнс, Піт Бейнхем, Ден Мазер та Тодд Філліпс (за персонажем Борат Саґдієв передачі Коена «Шоу Алі Джі»)
  - "Останній нащадок Землі — Альфонсо Куарон, Тімоті Дж. Секстон, Девід Арата, Мар Фергус і Гоук Остбі (за однойменним романом-антиутопією Філліс Дороті Джеймс)
  - «Маленькі діти» — Тодд Філд та Том Перротта (за однойменним романом Тома Перротти)
  - «Скандальний щоденник» — Патрік Марбер (за романом Зої Геллер[en] «Про що вона думала: записки скандалу»)

2008
- Переможець — «Старим тут не місце» — Брати Коен (за однойменним романом Кормака Маккарті)
- Номінанти:
  - «Спокута» — Крістофер Гемптон (за однойменним романом Ієна Мак'юена)
  - «Далеко від неї» — Сара Поллі (за повістю Еліс Манро «Ведмідь перейшов гори»)
  - "Скафандр та метелик — Рональд Гарвуд (за однойменною автобіографією Жана-Доміника Бобі)
  - «Нафта» — Пол Томас Андерсон (за романом Ептона Сінклера «Нафта!»)

2009
- Переможець — «Мільйонер із нетрів» — Саймон Бофой (за романом Вікаса Сварупа (Vikas Svarup) «Питання – відповідь[en]»)
- Номінанти:
  - «Загадкова історія Бенджаміна Баттона» — Ерік Рот та Робін Свікорд (за однойменним оповіданням Френсіса Скотта Фіцджеральда)
  - «Сумнів» — Джон Патрік Шенлі (за п'єсою Джона Патріка Шенлі Doubt: A Parable)
  - «Фрост проти Ніксона» — Пітер Морґан (за однойменною п'єсою Пітера Морґана)
  - «Читець» — Девід Гейр (за романом Бернгарда Шлінка «Читець»)

### 2010-ті
2010
- Переможець — «Скарб» — Джеффрі Флетчер (за романом Сапфіри «Тужся»)
- Номінанти:
  - «Дев'ятий округ» — Нілл Блумкамп та Террі Татчелл (за короткометражним псевдодокументальним фільмом Нілла Блумкампа «Вижити в Йобурзі» (Alive in Joburg))
  - «Виховання почуттів» — Нік Горнбі (за автобіографічною книгою Лінни Барбери)
  - «У петлі[en]» — Джессі Армстронг, Саймон Блеквелл, Армандо Януччі, Тоні Рош (за телесеріалом Арманда Януччі[en] The Thick of It[en])
  - «Вище неба» — Джейсон Райтман і Шелдон Тернер (за однойменним романом Волтера Кірні (Walter Kirn))

2011
- Переможець — «Соціальна мережа» — Аарон Соркін (за романом Бена Мезріча «Мільярдери мимоволі»)
- Номінанти:
  - «127 годин» — Денні Бойл і Саймон Бофой (за автобіографічною книгою Арона Ралстона «Between a Rock and a Hard Place»)
  - «Історія іграшок 3» — Майкл Арнд, Ендрю Стентон, Джон Лассетер, Лі Ункріч (за фільмом Історія іграшок)
  - «Справжня мужність» — Брати Коен (за однойменою новелою Чарльза Портіса)
  - «Зимова кістка» — Дебра Ґранік і Энн Роселліні (за однойменним романом Деніела Вудрелла)

2012
- Переможець — «Нащадки» — Александер Пейн, Нат Факсон і Джим Реш (за однойменним романом Kaui Hart Hemmings[en])
- Номінанти:
  - «Хранитель часу» — Джон Логан (за романом Браяна Селзніка «Винахід Г'юґо Кабре»)
  - «Березневі іди» — Джордж Клуні і Бо Віллімон (за п'єсою Бо Віллімон «Фаррагут-Норт»)
  - «Людина, яка змінила все» — Стівен Зейлліан, Аарон Соркін і Стен Червін (за американською біографічною драмою режисера Беннетта Міллера)
  - «Шпигун, вийди геть!» — Бріджит О'Коннор і Пітер Страугхан (за новелою Джона Ле Карре «Tinker, Tailor, Soldier, Spy»)

2013
- Переможець — «Арго» — Кріс Терріо (за книгою «Майстер маскування» Тоні Мендеса[en] та статтею «Велика втеча» Joshuah Bearman[en])
- Номінанти:
  - «Звірі дикого Півдня» — Люсі Алібар та Бен Зейтлін (за п'єсою Люсі Алібар «Соковиті та смачні»)
  - «Життя Пі» — Девід Мегі (за однойменним романом Янна Мартеля)
  - «Лінкольн» — Тоні Кушнер (за книгою Доріс Ґудвін «Авраам Лінкольн. Біографія»)
  - «Збірка промінців надії» — Девід Рассел (за однойменним романом Метью Квіка)

2014
- Переможець — «12 років рабства» — Джон Рідлі (за однойменноюавтобіографією Соломона Нортапа[en])
- Номінанти:
  - «Перед опівніччю» — Річард Лінклейтер, Жулі Дельпі, Ітан Гоук (за оригінальним сценарієм Річарда Лінклейтера і Кім Крізан до фільму «Перед сходом сонця»)
  - «Капітан Філліпс» — Біллі Рей (за книгою Річарда Філліпса і Стефана Талти «A Captain's Duty»)
  - «Філомена» — Стів Куган, Джефф Поуп (за книгою Мартина Сиксміта «Втрачена дитина Філомени Лі»)
  - «Вовк із Волл-стріт» — Теренс Вінтер (за однойменною автобіографією Джордана Белфорта

2015
- Переможець — «Гра в імітацію» — Грехем Мур (за біографією «Алан Тюрінг: Енігма» Ендрю Годжеса)
- Номінанти:
  - «Американський снайпер» — Джейсон Холл (за однойменною книгою Кріса Кайла, Скотта Мак-Івена і Джеймса Дефеліса)
  - «Одержимість» — Демієн Шазелл (за короткометражним фільмом Демієна Шазелла)
  - «Вроджена вада» — Пол Томас Андерсон (за однойменним романом Томаса Пінчона)
  - «Теорія всього» — Ентоні Маккартен (за книгою «Подорож в нескінченність: моє життя зі Стівеном» Джейн Гокінґ)

2016
- Переможець — «Гра на пониження» — Чарльз Рендольф, Адам Мак-Кей (за книгою Майкла Льюїса «Гра на пониження. За кулісами світової фінансової кризи»)
- Номінанти:
  - «Керол» — Філліс Нейджі (за романом Патриції Гайсміт «Ціна солі»)
  - «Марсіянин» — Дрю Годдард (за однойменним романом Енді Вейра, який було адаптовано)
  - «Бруклін» — Нік Горнбі (за однойменним романом Колма Тойбіна)
  - «Кімната» — Емма Доног'ю (за однойменним романом Емми Доног'ю)

2017
- Переможець — «Місячне сяйво» — Баррі Дженкінс та Тарелл Елвін Маккрейні (за п'єсою «У місячному світлі чорні хлопці здаються сумними» Терелла Мак-Крені)
- Номінанти:
  - «Прибуття» — Ерік Гейссерер (за новелою «Історія твого життя» Теда Чана)
  - «Лев» — Люк Дейвіс (за книгою «Довгий шлях додому» Сару Брірлі та Леррі Бетроуза)
  - «Паркани» — Огаст Вілсон (за однойменною п'єсою Огаста Вілсона)
  - «Приховані фігури» — Тед Мелфі, Еллісон Шредер (за однойменною книгою Марго Лі Шеттерлі)

2018
- Переможець — «Назви мене своїм ім'ям» — Джеймс Айворі (за однойменним романом Андре Асімана)
- Номінанти:
  - «Ферма „Мадбаунд“» — Вірджил Вільямс та Ді Ріс (за мотивами однойменного роману Гілларі Джордан)
  - «Горе-творець» — Скотт Нойстедтер та Майкл Г. Вебер (за однойменною науково-популярною книгою Грега Сестеро та Тома Бісселла)
  - «Гра Моллі» — Аарон Соркін (за однойменним мемуаром Моллі Блум)
  - «Лоґан: Росомаха» — Скотт Френк, Джеймс Менголд та Майкл Грін (за мотивами коміксу «Старий Лоґан» Марка Міллара і Стіва Мак-Нівена)

2019
- Переможець — «Чорний куклукскланівець» — Спайк Лі, Чарлі Вахтел, Кевін Віллмотт (за книгою Рона Сталворта «Чорний клановець»)
- Номінанти:
  - «Чи зможете Ви мені пробачити?» — Ніколь Голофценер, Джефф Вітті (за мотивами однойменних сповідальних мемуарів Лі Ізраїль)
  - «Якби Біл-стріт могла заговорити» — Баррі Дженкінс (за однойменним романом Джеймса Болдвіна)
  - «Балада Бастера Скраггса» — Ітан Коен, Джоел Коен (за власним сценарієм)
  - «Народження зірки» — Ерік Рот, Бредлі Купер, Вілл Феттерз (Римейк фільму «Зірка народилася» 1937 року)

### 2020-ті
2020
- Переможець — «Кролик Джоджо» — Тайка Вайтіті (за романом «Заґратовані небеса» Крістін Лененс[en])
- Номінанти:
  - «Ірландець» — Стівен Заіллян (за книгою «Я чув, ти фарбуєш будинки[en]» Чарльза Брандта[en])
  - «Джокер» — Тодд Філліпс, Скотт Сільвер[en] (за передісторією персонажа коміксів видавництва «DC Comics» — Джокера)
  - «Маленькі жінки» — Ґрета Ґервіґ (за однойменним романом Луїзи Мей Олкотт)
  - «Два Папи» — Ентоні Маккартен[en] (за п'єсою «Папа» Ентоні Мак-Картена)

2021
- Переможець — «Батько» — Крістофер Гемптон, Флоріан Зеллер (за п'єсою «Le Père» Флоріана Зеллера)
- Номінанти:
  - «Борат 2» — Саша Барон Коен, Ентоні Хайнс, Ден Свімер, Пітер Бейнхем, Еріка Рівіноя, Ден Мейзер, Джена Фрідмен, Лі Керн, Ніна Педрад (за персонажем «Бората Саґдієва», створеного Сашою Барон Коеном)
  - «Земля кочівників» — Хлої Чжао (за однойменним романом Джессіки Брудер)
  - «Одна ніч у Маямі» — Кемп Пауерс (за однойменною п'єсою Кемпа Пауерса)
  - «Білий тигр» — Рамін Бахрані (за однойменним романом Аравінда Адіги)

2022
- Переможець — «CODA: У ритмі серця» — Сіан Хедер[en] (за фільмом «Сім'я Бельє» Вікторії Бедос[en], Тома Бідеґена, Станісласа Карре де Мальберга, Еріка Лартігуа[en])
- Номінанти:
  - «Дюна» – Джон Спейтс[en], Дені Вільнев, Ерік Рот[en] (за однойменним романом Френка Герберта)
  - «Незнайома дочка» – Меггі Джилленгол (за романом Елени Ферранте)
  - «Сядь за кермо моєї машини» – Рюсуке Хамагучі, Такамаса О (за збіркою оповідань[en] Муракамі Харукі)
  - «У руках пса» – Джейн Кемпіон (за романом «Сила собаки[en]» Томаса Севіджа[en])

2023
- Переможець — «Говорять жінки» — Сара Поллі (за однойменним романом Міріам Тоус[en])
- Номінанти:
  - «На західному фронті без змін» — Едвард Бергер (за однойменним романом Еріха Марії Ремарка)
  - «Ножі наголо: Скляна цибуля» — Раян Джонсон (за персонажом Бенуа Блан із фільму Джонсона «Ножі наголо»)
  - «Жити» — Ішіґуро Кадзуо (за однойменним фільмом Акіри Куросави, Хасімото Сінобу та Хідео Огуні[en])
  - «Найкращий стрілець: Маверік» — Ерен Крюгер, Ерік Уоррен Сінгер і Крістофер Маккворрі (за оповіданням Пітера Крейґа та Джастіна Маркса[en])

2024
- Переможець — «Американське чтиво» — Корд Джефферсон (за романом «Стирання» Персіваля Еверетта[en])
- Номінанти:
  - «Барбі» — Ґрета Ґервіґ, Ноа Баумбак (персонажі[en], створені Рут Хендлер)
  - «Бідолашні створіння» — Тоні Макнамара (за однойменним романом Аласдера Ґрея)
  - «Зона інтересу» — Джонатан Ґлейзер (за однойменним[en] романом Мартіна Еміса)
  - «Оппенгеймер» — Крістофер Нолан (за книгою «Американський Прометей» Кая Берда[en] та Мартіна Шервіна[en])

2025
- Переможець — «Конклав» — Пітер Строган[en] (за мотивами роману «Конклав[en]» Роберта Гарріса)
- Номінанти:
  - «Боб Ділан: Цілковитий незнайомець» — Джеймс Менголд і Джей Кокс[en] (за мотивами книги «Dylan Goes Electric!» Елайджі Волда[en])
  - «Емілія Перес» — Жак Одіар (на основі лібрето опери Жака Одіара «Emilia Pérez»)
  - «Хлопчаки з «Нікеля»[en]» — Ремелл Росс[en] і Джослін Барнс[en] ( за мотивами роману Колсона Вайтгеда «Хлопчаки з «Нікеля»[en]»)
  - «Сінг-сінг[en]» — Грег Кведар та Клінт Бентлі (за мотивами книги Джона Г. Річардсона «The Sing Sing Follies»)